# Unione Calcio Sampdoria
A Unione Calcio Sampdoria é um clube de futebol situado em Gênova, Itália. O clube foi fundado em 1946 pela fusão de dois clubes de esportes, Associazione Calcio Sampierdarenese e Società Ginnastica Andrea Doria, ostentando como maior conquista a Taça dos Clubes Vencedores de Taças, a segunda competição em hierarquia europeia de sua época.
Ambos tem o nome grafado no novo clube criado e também os uniformes refletem isso, o primeiro sendo uma fusão dos nomes dos dois antigos clubes, o segundo incorporando as cores das antigas equipes (azul-branco e vermelho-preto) em um único uniforme. Suas cores então são azul com branco, com listras vermelhas e pretas, daí o apelido Blucerchiati. 
A Sampdoria manda seus jogos no Estádio Luigi Ferraris, o qual compartilha com outro clube de Gênova, o Genoa Cricket and Football Club. 
O clássico entre os dois times é comumente conhecido como Derby della Lanterna.
Campeã da Serie A na temporada 1990–91, o clube também já venceu a Copa da Itália em quatro ocasiões: 1984–85, 1987–88, 1988–89 e 1993–94. O seu maior sucesso europeu veio quando a Samp venceu a Copa dos Vencedores de Copas da UEFA, em 1989–90. também alcançou a final da Liga dos Campeões da UEFA em 1991–92, perdendo para o Barcelona por 1 a 0.
A Sampdoria voltou a competir na Serie A em 2012, depois de ter sido rebaixada para a Serie B em 2011. No playoff final para a subida, ultrapassou o Sassuolo e o Varese, tendo alcançado assim a sua promoção na última vaga restante.

## História
Após a Segunda Guerra Mundial, os clubes Sampierdarenese e Andrea Doria estavam competindo no Campeonato Italiano. No entanto, em 12 de agosto de 1946, por meio de uma fusão, formaram juntos a Unione Calcio Sampdoria. O primeiro presidente do novo clube foi Piero Sanguineti, mas o empresário ambicioso Amedeo Rissotto logo o substituiu, enquanto o primeiro treinador da equipe durante este período foi um homem de Florença chamado Giuseppe Galluzzi.
No mesmo mês da fusão, o novo clube exigiu a partilha do Estádio Luigi Ferraris, com o Gênoa. O acordo foi levado sem problemas. Consequentemente, o estádio foi preparado para acomodar os jogos das duas equipas.
Como se mostrava que a fusão era em partes iguais de ambos os clubes anteriores, um novo kit de futebol foi projetado, que implementou as camisas azuis de Andrea Doria com o meião branco, vermelho e preto de Sampierdarenese.

## Façanhas europeias e nacionais
Em 1979, foi adquirida pelo empresário Paolo Mantovani, que investiu na equipe, a fim de trazer a Samp ao topo do futebol europeu.
Em 1985 ganhou a sua primeira Copa da Itália.
No ano de 1988, sob o comando de Vujadin Boškov, o clube faturou sua segunda Coppa Italia.
Um segundo triunfo consecutivo na Copa da Itália rendeu à Sampdoria uma vaga na extinta Taça dos Clubes Vencedores de Taças, onde derrotou o Anderlecht, da Bélgica, após a prorrogação.
Isto foi seguido, um ano depois, pelo seu primeiro Scudetto como campeão da Serie A, com uma vantagem de cinco pontos para o segundo colocado, o Milan. A equipe vencedora contou com vários jogadores notáveis, como Gianluca Pagliuca, Gianluca Vialli, Roberto Mancini, Toninho Cerezo, Pietro Vierchowod e Attilio Lombardo.
Na temporada seguinte, a Sampdoria chegou à final da Taça dos Clubes Campeões Europeus (atual Liga dos Campeões da UEFA), mas acabou sendo derrotada por 1 a 0 pelo Barcelona, em jogo realizado no Estádio de Wembley.
Em sua participação na Copa da UEFA de 1997–98, a equipe foi derrotada, nas oitavas de final, pelo Athletic Bilbao da Espanha.

## Declínio e reerguimento
Em 14 de outubro de 1993, Paolo Mantovani morreu repentinamente, sendo substituído por seu filho Enrico. Durante a primeira temporada de Enrico Mantovani (1993–94), a Sampdoria venceu mais uma Copa da Itália e terminou em 3º na Serie A.
Durante as quatro temporadas seguintes, muitos jogadores da equipe de seu pai deixaram o clube , mas outras importantes aquisições foram feitas, as quais mantiveram a Sampdoria na parte superior da Serie A.
Os argentinos Juan Sebastián Verón e Ariel Ortega, o empréstimo de Vincenzo Montella e dos meias Clarence Seedorf e Christian Karembeu, trouxeram sobrevida a equipe. Apesar disso, em maio de 1999, a Sampdoria foi rebaixada para a Serie B, e não retornou à primeira divisão até 2002.
Em torno deste tempo, o clube foi adquirido por Riccardo Garrone, um homem de negócios de petróleo italiano. Dois dos mais importantes movimentos iniciais de Garrone foram injetar dinheiro novo no clube e nomear Walter Novellino como novo treinador.
A Sampdoria retornou à Serie A em 2003, liderada pelo talismã Francesco Flachi, e terminou sua primeira temporada em oitavo lugar.
Na Serie A de 2004–05, por pouco a Sampdoria não se classificou para a Liga dos Campeões da UEFA. A equipe perdeu a vaga para a Udinese,nas rodadas finais da temporada, e terminou em quinto lugar. Já na temporada seguinte, 2005–06, o clube foi eliminado na fase de grupos da Copa da UEFA. Mesmo assim, Novellino foi confirmado para mais uma temporada, e a Sampdoria terminou a Serie A 2006–07 com uma campanha de nono lugar.
O clube participou ativamente no mercado de transferências para a temporada 2007–08, persuadindo Vincenzo Montella a fazer um retorno à Samp e assinando com o atacante Antonio Cassano, do Real Madrid, que chegou por empréstimo. Tendo experimentado um tal período de empréstimos bem sucedidos, a Sampdoria realizou uma mudança radical durante a janela de transferências de inverno: o atacante Giampaolo Pazzini foi contratado e formou uma das parcerias mais eficazes do Campeonato Italiano. O time terminou a temporada em sexto lugar na Serie A e se classificou para a Copa da UEFA de 2008–09.
Na temporada 2009-10, a Sampdoria ficou em 4° no Campeonato Italiano, o que fez se classificar para o Play-off da Liga dos Campeões 2010-11, porém acabou perdendo pro Werder Bremen da Alemanha por 5-4 no agregado perdendo de 3-1 na Alemanha e ganhando de 3-2 em Gênova.
Com a saída do diretor de esporte Giuseppe Marotta, do treinador Luigi Delneri e dos jogadores Cassano e Pazzini – responsáveis pelos sucessos recentes da Samp – o clube embarcou em uma jornada infeliz de resultados e acabou sendo rebaixado para a Serie B em maio de 2011, após uma derrota por 2 a 1 em casa contra o Palermo.
Na temporada seguinte, a Sampdoria venceu os playoffs, batendo a Associazione Sportiva Varese 1910 por 1 a 0 no retorno final do playoff, após o 3 a 2 da primeira partida, confirmando seu retorno à primeira divisão. O clube foi o primeiro time fora do terceiro lugar a ganhar o playoff, bem como o primeiro sexto colocado a fazê-lo.
Em junho de 2014, o clube foi comprado por Massimo Ferrero, cinematográfico romano.
No Campeonato italiano 2014-15 a Sampdoria conseguiu um sétimo colocado,que lhe deu o direito de jogar a 3 pré-eliminatória da Liga Europa 2015-16 contra o Vojvodina da Sérvia. No primeiro  jogo em Turim na Itália acabou 4x0 para o Vojvodina,o jogo da volta na Sérvia acabou 2x0 para a Sampdoria que foi eliminada no placar agregado.
Em 2023, após uma campanha infeliz no campeonato e problemas financeiros,a Sampdoria foi rebaixada para a Serie B após ficar 11 anos na elite italiana.
No mesmo ano no dia 30 de maio, foi oficializada a compra do clube por parte dos empresários Andrea Radrizzani e Matteo Manfredi, Andrea também sendo dono do clube inglês Leeds United. Com o propósito de salvar o clube, a dupla conseguiu evitar a falência e punições como o risco de jogar a Série D na próxima temporada.
Na temporada 2024-25 a Sampdoria é rebaixado pela primeira vez para a Série C, após o 18° lugar na série B somando apenas 41 pontos. Porém, o Brescia foi punido com quatro pontos por conta de salários atrasados, saindo de 43 para 39 pontos, ou seja, caindo da 15ª para a 18ª colocação. Assim, a Sampdoria terminou com 41 pontos e subiu para 17º, disputando o "play-out" de rebaixamento da Serie B contra a Salernitana. Neste jogo, ocorrido em 22 de junho de 2025, o clube confirmou a permanência na Série B vencendo por 3 a 0, em partida interrompida por confusão nas arquibancadas.

## Estádio
A Sampdoria manda seu jogos no Estádio Luigi Ferraris que têm capacidade para 33.599 torcedores. Já foi utilizado para jogos da Copa do Mundo no ano de 1934.
O estádio foi demolido em 1987 e foi reconstruído por completo em 1989 para os jogos da Copa do Mundo de 1990.

## Cores e apelidos
O escudo do clube dispõe de um marinheiro em perfil, conhecido pelo nome genovês de Baciccia, que é traduzido para "Giovanni Battista" em italiano, ou "João Batista", em português.
A imagem de um marinheiro é apropriada devido a Sampdoria ter sua sede na cidade portuária de Gênova.
As cores branco, azul, vermelho e preto dentro do escudo representam a fusão dos clubes que deram origem ao novo clube.

## Títulos
| CONTINENTAIS | CONTINENTAIS                  | CONTINENTAIS | CONTINENTAIS                        |
|              | Competição                    | Títulos      | Temporadas                          |
| ------------ | ----------------------------- | ------------ | ----------------------------------- |
|              | Recopa Europeia da UEFA       | 1            | 1989–90                             |
| NACIONAIS    |                               |              |                                     |
|              | Competição                    | Títulos      | Temporadas                          |
|              | Campeonato Italiano           | 1            | 1990–91                             |
|              | Copa da Itália                | 4            | 1984–85, 1987–88, 1988–89 e 1993–94 |
|              | Supercopa da Itália           | 1            | 1991                                |
|              | Campeonato Italiano - Serie B | 1            | 1966–67                             |

### Campanhas de destaque
- Vice-campeã da Liga dos Campeões da UEFA: 1991–92
- Vice-campeã da Recopa Europeia da UEFA: 1988-89